# Polom (gmina Vladičin Han)
Polom (cyr. Полом) – wieś w Serbii, w okręgu pczyńskim, w gminie Vladičin Han. W 2011 roku liczyła 373 mieszkańców.